# ロバート・ゲラー
ロバート・ジェームズ・ゲラー（Robert James Geller、1952年2月9日 - ）は、日本の地震学者。東京大学名誉教授。

## 人物
アメリカ・ニューヨーク生まれ。1973年、カリフォルニア工科大学地球物理学科卒。1977年、同大学地球惑星科学研究科博士課程修了（博士号修得）。同研究科特別研究員、スタンフォード大学地球物理学科助教授を経て、1984年、東京大学の初の任期無し外国人教官（理学部助教授）として採用され、1999年から東京大学大学院理学系研究科教授。2017年3月に定年退職。現在、東京大学名誉教授。2022年に日本国籍を取得。
主要研究テーマは、地震波動論及び数値シミュレーション、地球の3次元内部構造、地震予知の可能性の有無。論文では地震予知研究の問題点を指摘し続けている。2011年には、日本語による初めての一般書『日本人は知らない「地震予知」の正体』を出版。2018年に「ゲラーさん、ニッポンに物申す」を出版した。
公益社団法人日本コントラクトブリッジ連盟の理事を務める。(1990年－2020年)
メディア関係においては主に読売テレビの『そこまで言って委員会NP』（かつての『たかじんのそこまで言って委員会』）に論客としてしばしば出演している。
趣味はコントラクトブリッジ。

## 論文
- 「ゆらぐ日本の地震予知」『ネイチャー』（1991年7月25日発行）
- 「地震予知はできない」『サイエンス』（1997年3月14日発行）
- 「日本の地震学、改革の時」『ネイチャー』（2011年4月28日発行）
- 「あえて『想定』しなかった東電と政府当局」『世界』（2011年7月号、pp. 74-81.）
- 「『想定外』という三文芝居」『中央公論』（2011年7月号、pp. 104-112.）
- 「賞味期限の切れた『東海地震』仮説」『環』夏号、藤原書店、pp.141-148. ）
- 「日本は地震予知ができないことを認めるべき」 『ネイチャー』(2017年5月18日発行)

## テレビ
- 「地震は予知できない! "想定外"という茶番劇」報道ライブインサイドOUT BS11

## 賞
2017年　日本地球惑星科学連合フェロー